# Hodori

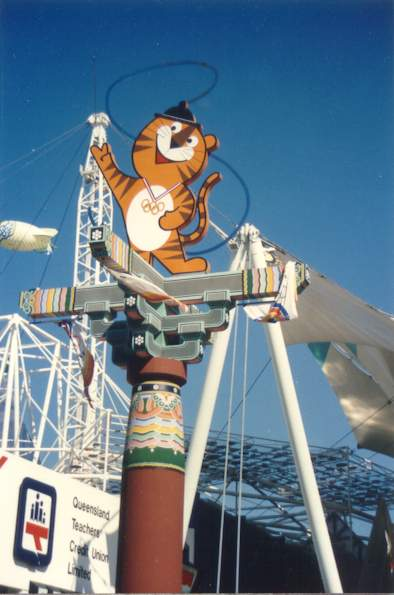
Hodori

Hodori (koreaiul: 호돌이) volt a szöuli, 1988-as nyári olimpiai játékok kabalafigurája.
A stilizált tigrist Kim Yun tervezte, békés, mosolygó szibériai tigrist ábrázol. A tigris barátságos oldalát mutatja be, ami több koreai legendában is szerepel, valamint a koreai nép barátságosságát, vendégszeretetét is szimbolizálja.
A Hodori nevet 2295 beküldött javaslatból választották ki. A „Ho” a koreai horangi szóból jön, ami tigrist jelent, a „dori” jelentése pedig fiúcska. Nőnemű társának Hosuni a neve, de ő sokkal ritkábban szerepelt.
Hodori a jelképe a dél-koreai Nemzeti Taekwondo Bemutató Csapatnak is, amelynek szintén ez a tigris a kabalája.